# Piper confusum
Piper confusum är en pepparväxtart som beskrevs av C. Dc.. Piper confusum ingår i släktet Piper och familjen pepparväxter. Inga underarter finns listade i Catalogue of Life.